# PZL Bielsko SZD-45

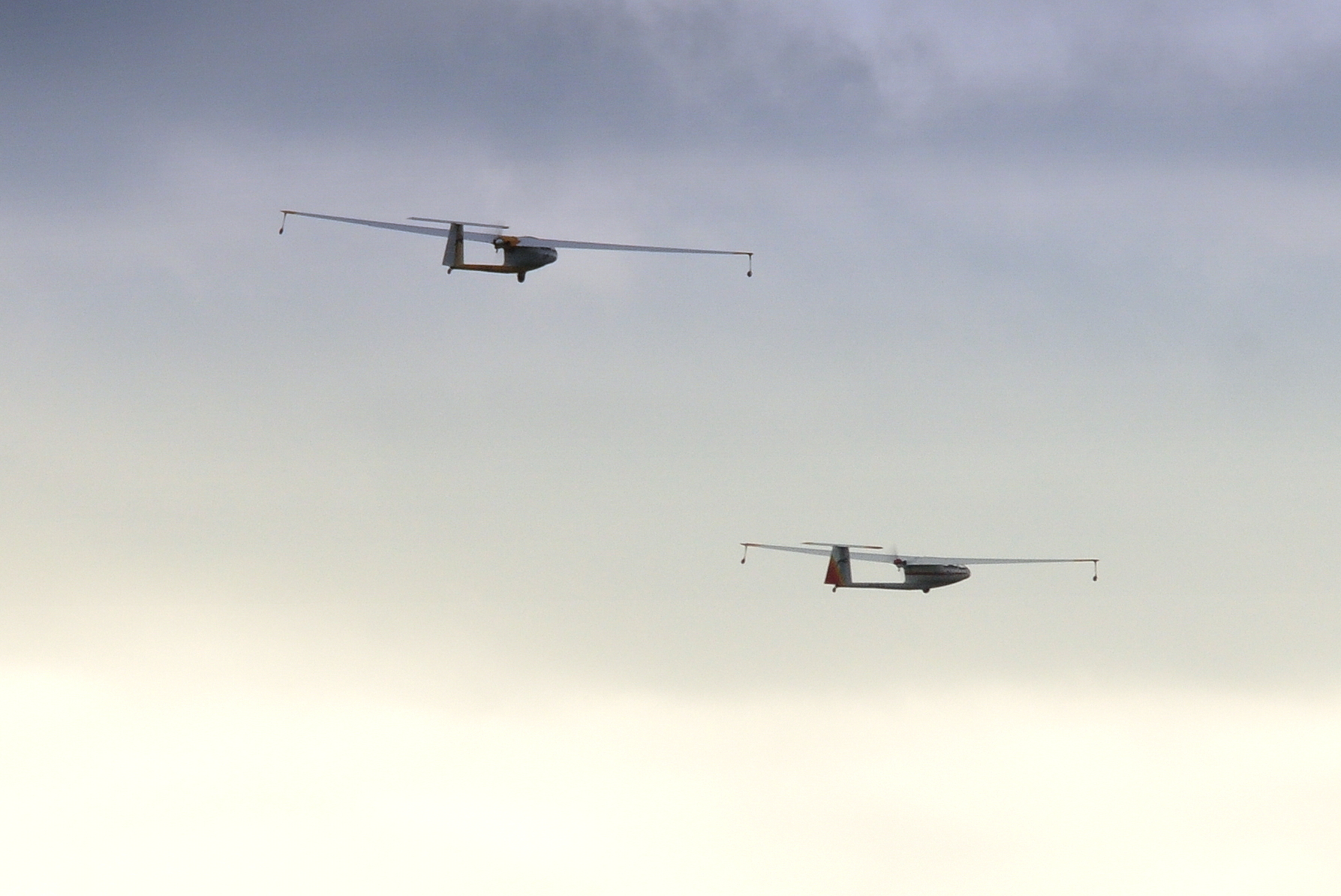
Zwei „Ogar“ im Flug

Die PZL Bielsko SZD-45 Ogar (deutsch Windhund) ist ein in Polen hergestellter zweisitziger Motorsegler.
Das Flugzeug kann zur Schulung und zum Wandersegelflug mit Motorunterstützung genutzt werden.

## Geschichte
Die Entwicklung der SZD-45 begann Anfang der 1970er Jahre und wurde von Tadeusz Łabuć durchgeführt. Sie absolvierte ihren Erstflug am 29. Mai 1973 und wurde auf der Luftfahrtschau Hannover erstmals öffentlich präsentiert. Zunächst war ein 33,5 kW starker Stamo-Motor vorgesehen, später kam ein Limbach SL 1700 EC mit 50,7 kW zum Einsatz, der einen Hoffmann-Propeller antrieb. Bis 1979 konnten bereits 59 Flugzeuge verkauft werden. Bei der GST der DDR flogen 14 Exemplare des SZD-45A Ogar ab 1976, wo sie zunächst für den einfachen Kunstflug zugelassen waren, was aber nach einem tödlichen Unfall im Jahr 1986, bei dem die Tragflächen in der Luft abmontierten, aufgehoben wurde.

## Aufbau
Die SZD-45 ist ein zweisitziger Schulterdecker mit Doppelsteuer und nebeneinander angeordneten Sitzen. Das Fahrwerk besteht aus einem zentral angeordneten einziehbaren und gefederten Hauptrad, jeweils einem Stützrad unter den Tragflächenenden und einem Spornrad unter dem Heck. Die Luftschraube ist in Druckkonfiguration angeordnet. Das mit zwei Spanten versehene Rumpfteil besteht aus GFK-Schalen, der sich anschließende Leitwerksträger aus Leichtmetall. Der trapezförmige, einholmige Tragflügel ist in Gemischtbauweise mit GFK- und Sperrholzbeplankung ausgeführt. Das T-Leitwerk gesteht ebenfalls aus GFK mit teilweiser Stoffbespannung.

## Technische Daten
| Kenngröße              | Daten                                                        |
| ---------------------- | ------------------------------------------------------------ |
| Hersteller             | PZL Bielsko                                                  |
| Konstrukteur(e)        | Tadeusz Łabuć                                                |
| Besatzung              | 1–2                                                          |
| Spannweite             | 17,70 m                                                      |
| Länge                  | 7,95 m                                                       |
| Höhe                   | ca. 2,3 m                                                    |
| Flügelfläche           | 19,10 m²                                                     |
| Flügelstreckung        | 16,2                                                         |
| Leermasse              | 465 kg                                                       |
| Nutzlast               | maximal 230 kg                                               |
| Startmasse             | maximal 700 kg                                               |
| Flächenbelastung       | 36,6 kg/m²                                                   |
| Leistungsbelastung     | 13,6 kW/kg / 10,0 PS/kg                                      |
| Antrieb                | ein luftgekühlter Vierzylinder-Boxermotor Limbach SL 1700 EC |
| Startleistung          | 68 PS (50 kW) bei 3600/min                                   |
| Höchstgeschwindigkeit  | 180 km/h                                                     |
| Mindestgeschwindigkeit | 67 km/h                                                      |
| Steigleistung          | 3,8 m/s                                                      |
| Gleitzahl              | 27,5 bei 95 km/h und 36,6 kg/m²                              |
| Geringstes Sinken      | 1,10 m/s bei 700 kg und 85 km/h                              |
| max. Lastvielfaches    | +5,30/−2,65                                                  |
| Gipfelhöhe             | 5400 m                                                       |